# 9 Persei

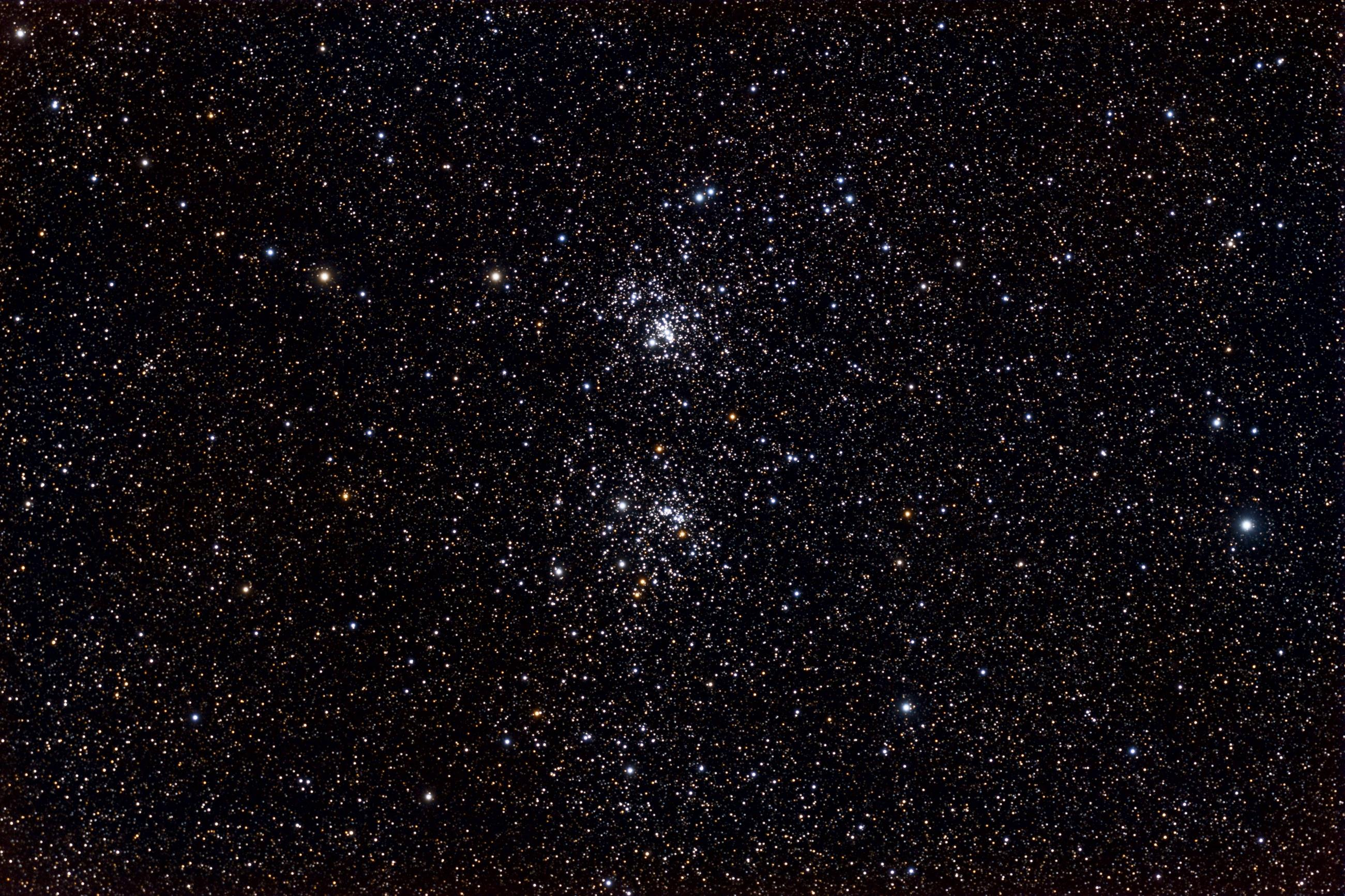
Dubbelstjärnhopen. 9 Persei är den ljusaste stjärnan på höger sida av bilden. Norr är till vänster.

9 Persei, som är stjärnans Flamsteed-beteckning, är en ensam stjärna belägen i den nordvästra delen av stjärnbilden, Perseus  som också har Bayer-beteckningen i Persei och variabelbeteckningen V474 Persei. Den har en skenbar magnitud på ca 5,17 och är svagt synlig för blotta ögat där ljusföroreningar ej förekommer. Baserat på parallax enligt Gaia Data Release 2 på ca 0,76 mas, beräknas den befinna sig på ett avstånd på ca 4 300 ljusår (ca 1 300 parsek) från solen. Den rör sig bort närmare solen med en heliocentrisk radialhastighet av ca -15 km/s. Stjärnan ingår i rörelsegruppen Perseus OB1.

## Egenskaper
9 Persei är en vit till blå superjättestjärna av spektralklass A2 Ia, som har förbrukat förrådet av väte i dess kärna och nu genererar energi genom fusion av tyngre element. Den har en massa som är ca 10 solmassor, en radie som är ca 89 solradier och utsänder ca 12 300 gånger mera energi än solen från dess fotosfär vid en effektiv temperatur på ca 9 800 K.
9 Persei är en pulserande variabel av Alfa Cygni-typ (ACYG), som har visuell magnitud +5,20 och varierar i amplitud med 0,029 magnituder och en period av 0,9795 dygn eller 23,51 timmar.
9 Persei har en visuell följeslagare, betecknad 9 Persei B, med en vinkelseparation av 12,3 bågsekunder och magnitud 12,0.